# Aliivibrio fischeri
Az Aliivibrio fischeri egy Gram-negatív, pálcika alakú baktérium, ami nagy számban fordul elő a Föld óceánjaiban. Az A. fischeri biolumineszcens képességgel rendelkezik, és általában különböző tengeri állatokkal, például a kurtafarkú tintahallal való obligát szimbiózisban fordul elő.
A kurtafarkú tintahal (Euprymnascolopes), mely Hawaii mellett az óceánban él, világítani tud az A. fischeri segítségével. Éjszakánként halvány fénnyel világítanak, nappal pedig elbújnak a tengerfenéken. A tintahal a felszíni vizeken táplálkozik éjjelente, de ilyenkor egyben lehetséges táplálék is a ragadozó halak számára. A Hold fénye épp elegendő lehet, hogy a ragadozók könnyen felfedezzék a vízben úszkáló tintahalakat. Pontosabban könnyen felfedeznék, ha a tintahal által kibocsátott halvány, lefele irányuló fény nem akadályozná meg, hogy a tintahalat az árnyékuk láthatóvá tegye.
A tintahalak fényét a speciális világítószervükben élő A. fisheri baktériumok adják. Az ikrákból kikelő ivadékokban még nem található meg ez a baktérium, hanem életük korai fázisában a tengervízből veszik fel őket (horizontális szimbiontatranszfer).
A folyamat a következő: a fényképző szerv külső felületén egy speciális nyák jelenik meg és csillós karok nőnek, melyek a vízben lévő baktériumokat a nyákhoz hajtják.  A baktériumok hatására a nyákos felületből kiindulva vékony járatok alakulnak ki, melyeken keresztül a baktériumok a fényképző szervbe jutnak. Ezután a nyák és a járatok megszűnnek, az állat kívülről nem vesz fel baktériumokat.
A fényképző szerv azonban nem kellemes hely a legtöbb baktérium számára, mert magas koncentrációban tartalmaz hidrogén-peroxidázt. A Vibrio fisheri kivétel ilyen szempontból, mert van egy speciális luciferáz nevű enzime. A luciferáz enzim a veszélyes oxigénionokat fogyasztja, s közben a felszabaduló energia fény formájában távozik.
A gazdaállat „fertőtlenítőjét” csak az A. fisheri baktérium éli túl, és mellékesen világítást szolgáltat a gazdának. A kifejlett tintahal 3–5 cm hosszú, és a baktériumok fényét speciális lencsékkel, tükrökkel és színszűrővel állítja be a kívánt irányúra és színűre. A gazda tintahal a fertőtlenítőszer mellett tápanyagban gazdag környezetet biztosít a baktériumok számra, ahol azok gyorsan szaporodnak. Reggelente – amikor vége a „szolgálatnak”, megszabadul a baktériumok 90-95%-ától, hogy estére megint optimális méretű populáció lakja be a fényképző szervét.